# 马克西姆·梅达尔

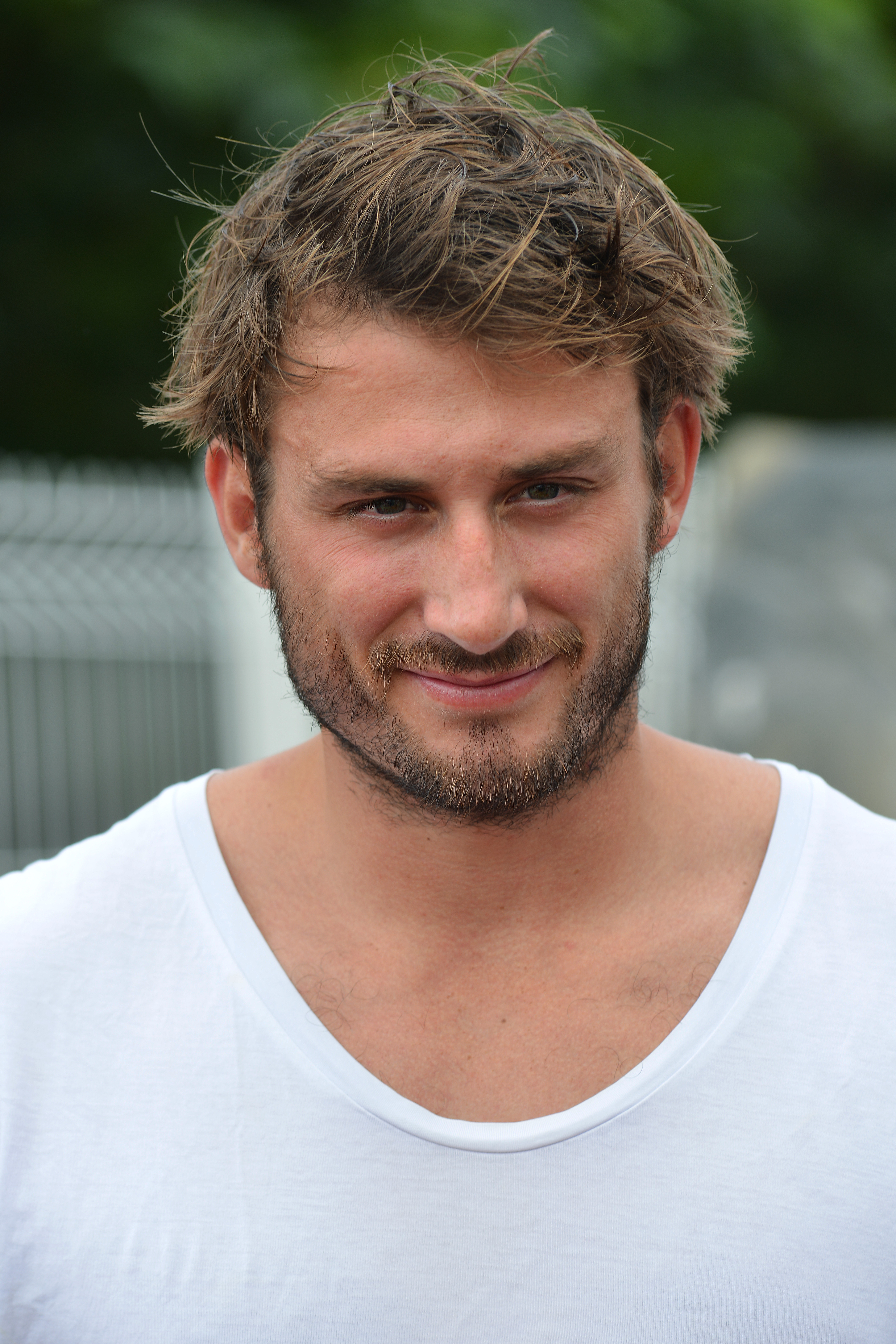
马克西姆·梅达尔

马克西姆·梅达尔（法語：Maxime Médard；1986年11月16日—）是一位法國橄欖球運動員。他是法國國家橄欖球隊的一員，代表法國參加了2014年橄欖球六國賽。